# Obey the Brave
Obey the Brave é uma banda de metalcore formada em Montreal e Ottawa, no Canadá no ano de 2012. O grupo é composto por o ex-membros do Despised Icon e Blind Witness.

## Integrantes

### Formação atual
- Alex Erian — vocal (desde 2012)
- Jon Campbell — guitarra (desde 2012)
- Terrence McAuley — guitarra (desde 2015)
- Stevie Morotti — bateria (desde 2012)
- Miguel Lepage — baixo (desde 2012)

### Ex-integrantes
- Greg Wood "Old Greg" — guitarra (2012-2015)

## Discografia
Álbuns de estúdio
- Young Blood (2012)
- Salvation (2014)
- Mad Season (2017)
- Balance (2019)

EP
- Ups and Downs (2012)